# Wappen von Curaçao

Wappen von Curaçao

Curaçao ist die größte Insel der ehemaligen Niederländischen Antillen und bildet seit dem 10. Oktober 2010 ein autonomes Land im Königreich der Niederlande.
Das Wappen von Curaçao ist gespalten mit einem Mittelschild und aufgesetzter Krone eines Marquis, welche die Verbindung mit der niederländischen Königsfamilie ausdrückt.
Beschreibung: Im gespaltenen Wappen schwimmt in Silber auf mit blauem Wellenschnitt geteiltem erhöhten Schildfuß ein zweimastiges Segelschiff mit zwei Rahsegeln an jedem Mast und einem Focksegel. Am Heckmast weht eine niederländische Fahne. Hinten in Silber auf grünem Schildfuß ein orangefarbene Früchte tragender Bitterorangenbaum. Als Herzschild liegt das Amsterdamer Wappen auf: In Rot ein schwarzer Pfahl mit drei Flanchis. Über dem Schild eine Marquiskrone.
Symbolik: Auf der (heraldisch) rechten Seite ist ein altes Segelschiff auf den Wellen des Meeres mit der niederländischen Flagge am Mast als Symbol für die Niederländische Westindien-Kompanie (WIC), die seit 1634 auf der Insel tätig war und eine Kolonie gründete.
In der Mitte ist das Wappen der Stadt Amsterdam, der Stadt, die einst die Insel von der WIC kaufte und Fort Amsterdam in Willemstad erbauen ließ.
Auf der linken Seite ist ein Früchte tragender Laraha-Baum 1. Die Farbe Orange steht auch für das Haus Oranien-Nassau, die Laraha ist eine der Komponenten des auf der Insel hergestellten blauen Curaçao-Likörs.

## Geschichte
Siegel von Curaçao

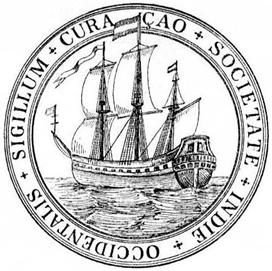
Siegel von Curaçao nach 1795

Alternatives Wappen von Curaçao

Vor 1964 wurden auf Curaçao die Wappen der Niederlande und später der Niederländischen Antillen verwendet, da es kein eigenes Wappen hatte. Als Alternative wurde 1795 eine modifizierte Version des Siegels der Niederländische Westindien-Kompanie (WIC) als Siegel von Curaçao angenommen. Es zeigte ein Segelschiff, umgeben von dem Text: „Sigillum Curaçao Societate Indie Occidentalis“ (deutsch „Siegel der Curaçao-Westindischen Gesellschaft“).
Wappen von Curaçao
Der Entwurf für das Wappen von Curaçao wurde 1964 vom Hohen Adelsrat vorgeschlagen, als Curaçao noch ein Inselgebiet der Niederländischen Antillen war. Die Übernahme des Wappens am 24. Juli 1964 führte wegen seiner Bezugnahme auf die Kolonialzeit der Insel unter anderem zu Kritik an der Demokratischen Partei.